# Ptychohyla
A Ptychohyla  a kétéltűek (Amphibia) osztályába és  a békák (Anura) rendjébe a levelibéka-félék (Hylidae) családjába és a Hylinae alcsaládba tartozó nem. A nem fajai Mexikó déli államaitól, Chiapastól, Guerrerótól, Oaxacától egészen Panamáig megtalálhatók.

## Rendszerezés
A nembe az alábbi fajok tartoznak:
- Ptychohyla dendrophasma  (Campbell, Smith, & Acevedo, 2000)
- Ptychohyla euthysanota  (Kellogg, 1928)
- Ptychohyla hypomykter  McCranie & Wilson, 1993
- Ptychohyla legleri  (Taylor, 1958)
- Ptychohyla leonhardschultzei  (Ahl, 1934)
- Ptychohyla macrotympanum  (Tanner, 1957)
- Ptychohyla salvadorensis  (Mertens, 1952)
- Ptychohyla zophodes  Campbell & Duellman, 2000